# Бомбај штампа
Бомбај штампа је босанскохерцеговачка поп-рок група, основана 1982. године у Сарајеву као производ покрета Нови примитивизам.

## Историја
Бомбај штампу је 1982. године основао гитариста бенда Недим Бабовић а мало касније се придружио глумац и певач Бранко Ђурић Ђуро бенду. Убрзо након оснивања, група је почела по сарајевским клубовима држати заједничке и самосталне концерте на којима су свирали своје хитове „Жељо, то је мој тим“, "Jogging across Алипашино поље“ и “Доле”. Ове три песме касније су се нашле на ЛП плочи под називом "Jogging across Алипашино поље (ЛП „Нове наде, нове снаге)" из 1984. године.
Деловање групе увелико су ограничавале Ђурине глумачке обавезе, па је њихов први албум под називом "Бомбај Штампа” издат тек 1987. године. 
Поставу првог албума чинили су:
- Бранко Ђурић "Ђуро"- вокал, гитара
- Недим Бабовић- гитара
- Неџиб Јелеч "Нено" - бас-гитара
- Никша Братош - клавијатуре
- Адемир Волић "Куфи" - бубњеви

Промоција албума каснила је преко годину дана, јер је у време његовог изласка Ђуро био ангажован на снимању филма “Дом за вешање”. Међутим након снимања група у проширеном саставу, који је обухватао и дувачку секцију, наставља са концертима по СФРЈ, те учествује на турнеји “Топ листе надреалиста”. Неки од хитова са овога албума су: “Мрак и ја”, “Отворена песма Ђорђу Б.”, “Често пожелим да све заборавим”, "Мали Моторин" и друге. Такође на албуму се нашла обрада песме „Супермен“ од групе Елвис Ј. Куртовић & Хис Метеорс. Аутори већине песама на албуму су Ђуро и Недим Бабовић. Други албум, под називом "Ја много боље летим сам" издат је 1990. године, у нешто измењеном саставу. Насловна песма "Боље летим сам", уједно је и највећи хит, док се на албуму нашла и обрада песме "Ћерка јединица" поново од групе Елвис Ј. Куртовић & Хис Meteors. Као и на првом албуму, аутори већине песама су Ђуро и Недим Бабовић. Поводом изласка албума одсвирали су серију наступа, а почетком грађанског рата у Босни и Херцеговини се прекида активност бенда. Свој задњи предратни наступ имали су 1991. године у Пакрацу. Међутим након дугогодишње паузе група се поново окупља, те 2010. године објављује трећи албум под називом "Нека ДЈ одмах доле ЦЈ". Највећи хит са овог албума засигурно је песма „Недим“, обрада песме „Надине“ од Чака Берија и песма „Вриска“.

### Име бенда
Назив бенда „Бомбај штампа“ потиче од израза “бомбати”, што значи лагати, односно измишљати.

## Чланови бенда
- Бранко Ђурић "Ђуро" - вокал, гитара
- Недим Бабовић - гитара
- Ерни Мендилло - бас-гитара
- Драган Бајић - бубњеви

### Бивши чланови
- Зоран Шербеџија - гитара
- Адемир Волић "Куфи" - бубњеви
- Неџиб Јелеч "Нено" - бас-гитара
- Никша Братош - клавијатуре
- Един Хоџић
- Мирослав Милошевић "Мишо" - удараљке
- Дарко Типурић
- Срђан Луетић "Галеб" - гитара
- Зоран Миљуш - бас-гитара
- Тончи Драгичевић - бубањ
- Срђан Шербеџија - бас-гитара
- Слободан Ранђеловић - труба

## Дискографија

### Студијски албуми
- Бомбај штампа - 1987
- Ја много боље летим сам - 1990
- Нека ДЈ одмах доле ЦЈ - 2010

### ЛП
- Jogging across Алипашино поље (ЛП „Нове наде, нове снаге) - 1984